# The Stranglers
The Stranglers jsou anglická punkrocková skupina, založená 11. září 1974 ve městě Guildford v Surrey. Jejich původní název byl The Guildford Stranglers a jejich vzory se stali Ramones. Byli jedna z mála punkových kapel se specifickým zvukem kláves. Po skončení punkrockové éry se přeorientovali na new wave, pub rock a později na post-punk. Zakladatelem kapely byl bubeník Jet Black, původně podnikatel z Guildfordu, který velmi toužil hrát v kapele. Jako prvního člena do kapely objevil Hugha Cornwella – talentovaného kytaristu, který byl mimo jiné i držitelem bakalářského titulu z biochemie. Společně s Blackem tak připravovali různé hudební nápady a vychytávky. Dlouhou dobu se jim však nedařilo sehnat dobrého basáka. Tím se ale nakonec stal Jean-Jacques Burnel a kapelu ještě doplnil kytarista Hans Wärmling. Ten však byl záhy nahrazen mistrem na klávesové nástroje, Dave Greenfieldem. Jet Black pronajal dům v malé vesničce Chiddingfold a kapele zde skoro celý rok připravovala svůj materiál. Vystupovali v různých barech v Guildfordu a okolí, počet koncertů rostl, stejně jako zájem o skupinu, ale žádná nahrávací společnost zatím nepřicházela s nabídkou smlouvy. Až v roku 1976 se kapele podařilo podepsat kontrakt se společností United Artists. Debutové album Rattus Norvegicus tak vychází v roku 1977. Kapela se díky úspěchu tohoto alba stává nedílnou součástí vzrůstající punkové scény v Anglii. Předskakují Patti Smith Group nebo Ramones pří jejich první návštěvě Londýna. V roce 1977 zároveň vychází i druhé album skupiny nazvané No More Heroes. S úspěchem však přichází i první problémy a incidenty, jako například když se JJ Burnel a Dave Greenfield pobili s členy Sex Pistols a The Clash. Novináři kapelu odsuzují z důvodů sexistických narážek v textech a například samotný JJ Burnel v roce 1977 zmlátil novináře Jona Savage za jeho negativní recenzi na desku No More Heroes. The Stranglers tak velmi brzy získali pověst rváčů. Na hudební posun kapely to však nemělo vliv a tak v roce 1978 vychází třetí řadové album Black and White, kde se nachází velké hity jako například Nice ´N´ Sleazy.
Ke konci roku 1979 také následuje skvělé album Raven. A poté následují další vydařené desky jako Gospel According to Meninblack a La Folie z roku 1981, které obsahuje asi největší hity skupiny Golden Brown. Píseň vyvolala kontroverze a novináři ji označovali jako oslavu Heroinu. V roce 1982 kapela podepisuje kontrakt s vydavatelstvím Epic Records a následné nahrávají temné a značně depresívní album Feline. Deska je zvláštní také tím, že v ní poprvé znějí elektrické bicí a hraje tam pouze akustická kytara. Kapele se mimořádně daří a hned v roce 1984 následuje další album Aural Sculpture. U kapely je však znát jasný příklon k popovějším melodiím a tak za dva roky vychází další album Dreamtime, kde kapela mimo jiné přibrala tříčlennou dechovou sekci. Album provází velký úspěch a nachází se na něm další velký hit kapley „Always the Sun“, který se stal velkým hitem v rádiích. V roce 1990 po vydání alba 10 však z osobních důvodů odchází Hugh Cornwell a svůj odchod komentuje slovy, že je podle něj kapela už vyčerpaná a také si stěžoval na zlé vztahy se svými spoluhráči, zejmnéna s Burnelem. Mimochodem dodnes se Cornwell s bývalými spoluhráči nestýká. Stranglers však pokračovali dále, přibrali kytaristu Johna Ellise, bývalého člena The Vibrators a jako zpěváka zvolili Paula Robertse. Kapela se tak vrací k rokenrolovějšímu zvuku a v devadesátých letech tak vydávají čtyři vydařené desky. John Ellis odchází v roku 2000 a nahrazuje ho Baz Warne, bývalý basák Toy Dolls. V roce 2006 odchází i Paul Roberts a Stranglers se tak opět stávají čtyřčlennou partou jako před lety s Cornwellem. Zatím poslední deskou kapely zůstává řadovka Giants z roku 2012 a ve stejném roce vydávají také akustický živák nahraný v Bruggách v Belgii. 20. 4. 2012 kapela vystoupila v pražském klubu Rock Cafe. Začátkem roku 2014 kapela zahájila rozsáhlé turné na počest 40. výročí založení kapely. Dne 5. května 2020 zemřel na následky onemocnění covid-19 klávesista Dave Greenfield. Dne 6. prosince 2022 zemřel zakladatel kapely a bubeník Jet Black.

## Členové
- Jet Black (pravým jménem Brian Duffy): bicí (1974–2015) zemřel
- Hugh Cornwell: kytara, zpěv (1974–1990)
- Jean-Jacques Burnel: basová kytara, zpěv (1974–současnost)
- Dave Greenfield: klávesy, zpěv (1975–2020) zemřel
- Hans Wärmling: kytara, klávesy, zpěv (1974–1975) zemřel
- John Ellis: kytara, vokály (1990–2000)
- Paul Roberts: (1990–2006)
- Baz Warne: kytara, vokály (2000–současnost)

## Diskografie
- Rattus Norvegicus (1977)
- No More Heroes (1977)
- Black and White (1978)
- The Raven (1979)
- The Gospel According to The Meninblack (1981)
- La Folie (1981)
- Feline (1982)
- Aural Sculpture (1984)
- Dreamtime (1986)
- 10 (1990)
- Stranglers In the Night (1992)
- About Time (1995)
- Written in Red (1997)
- Coup de Grace (1998)
- Norfolk Coast (2004)
- Suite XVI (2006)
- Giants (2012)